# Le Seigneur des anneaux : La Guerre du Nord
Le Seigneur des anneaux : La Guerre du Nord (The Lord of the Rings: War in the North) est un jeu vidéo d'action, de rôle et de type porte-monstre-trésor développé par Snowblind Studios et édité par Warner Bros. Interactive sorti en 2011 sur Windows, Xbox 360 et PlayStation 3. Il est tiré de l'univers du roman Le Seigneur des anneaux de J. R. R. Tolkien.

## Trame
Ce jeu se passe pendant la Guerre de l'Anneau. Un petit groupe composé d'un Nain (Farin), d'une Elfe (Andriel) et d'un Rôdeur (Eradan) doit empêcher Agandaûr d'envahir et d'asservir tous les peuples libres des royaumes Dúnedain d'Arnor et d'Eriador. Pour ce faire, ils seront aidés d'un grand aigle, Beleram.

### Univers
L'univers est composé uniquement des royaumes Dúnedain d'Arnor et d'Eriador.

### Personnages
Dans ce jeu, trois personnages peuvent être contrôlés : 
- Eradan fait partie de la race des Hommes. C'est un Dúnedain qui est spécialisé dans l'archerie. Il peut tirer des flèches très puissantes et peut se battre avec soit une grande épée, une petite épée et un bouclier ou avec deux petites épées. En tant que Rôdeur, il peut trouver des pistes qui mèneront à des cachettes d'armes, flèches ou tout autres objets utiles. Il est très vif au combat.
- Andriel fait partie de la race des Elfes. Elle est spécialisée dans la magie de par son entraînement par Elrond en personne. Elle n'a pas besoin de se ravitailler en projectiles car elle lance des sorts avec son bâton mais doit quand même attendre que son énergie se recharge pour pouvoir les relancer. Sa spécialité est de soigner ses coéquipiers. Plus à son aise en combat éloigné, elle sait tout de même se défendre au corps à corps.
- Farin fait partie de la race des Nains. Il est spécialisé dans le combat au corps à corps. Très résistant, il est tel un rocher devant les hordes d'ennemis et est très fort malgré sa taille, c'est un professionnel de la hache et de la masse. Mais sa force colossale le rend très lent. Il lui faut du temps entre certain combo pour pouvoir en enchaîner un autre.

### Déroulement du jeu
Au début du jeu, une cinématique, dont les textes sont racontés par Gandalf, explique qu'une poignée de héros a permis de contenir les forces de Sauron au nord et ainsi, a permis à Frodon de mener à bien sa quête. La cinématique débouche directement sur une auberge de Bree où Eradan, Andriel et Farin, respectivement Rôdeur (Homme), Maître du Savoir de Fondcombe (Elfe) et Champion d'Erebor (Nain), informent Aragorn d'un événement récent. Ils racontent une attaque ennemie au gué de Sarn, une position qui marque l'entrée de la Comté. Les trois personnages apprennent à Aragorn que des Nazgûl ont mené un raid, suivi d'une discussion entre un certain Agandaur et le Roi-Sorcier d'Angmar. Aragorn charge alors Eradan, Andriel et Farin de surveiller étroitement les actions d'Agandaur, et de se rendre à Fornost où il soupçonne un rassemblement ennemi.
« Animé par une volonté maléfique, Sauron aurait déversé son poison sur le Nord si une poignée de héros ne s'était dressée sur son chemin… » - Gandalf le Blanc

### Lieux
Durant la première phase de jeu, les trois personnages, l'Elfe, l'Homme et le Nain, arrivent à Bree, où ils rencontrent Aragorn, le fils d'Arathorn. Celui-ci envoie les héros à la citadelle de Fornost pour attirer l'attention sur les aventuriers. Cette phase dure plusieurs niveaux.
Après avoir terminé le premier niveau, les trois personnages se retrouvent au gué de Sarn, un camp de Rôdeurs. Là, Halbarad envoie les trois personnages à Imladris en passant par les Galgals.
Lorsque le joueur sort des Galgals, il arrive à Fondcombe. Il aura alors l'occasion de parler à Gandalf, Aragorn, Legolas et Gimli mais peut également discuter avec Bilbon, Glóin, Arwen ou Elrond. Ce même Elrond demande d'aller patrouiller dans la Lande des Etten.
Dans la Lande, le joueur affronte des trolls. À la fin de cette mission, il faut retourner à Imladris et le joueur sera chargé de se rendre au Mont Gundabad, l'un des pires endroits du nord de la Terre du Milieu.
À la fin de la mission, les aigles viendront sauver l'équipe pour la conduire à Nordinbad, un royaume nain des Longuebarbes. Le maître des lieux lui demandera d'aller dans la grande forêt de Mirkwood pour chercher Radagast le Brun.
À la fin de ce niveau, les aigles conduisent le joueur à la Montagne Solitaire, pour tuer Urgost le Dragon.
Puis le joueur participe à la bataille de Nordinbad, durant laquelle il combat des Uruk-hai, des porteurs de feu, deux Olog-hai et enfin le champion orc.
Enfin, lors du dernier niveau, le joueur se rend à Carn-dum, l'ancienne forteresse du Roi-Sorcier d'Angmar.

## Système de jeu
Le Seigneur des anneaux : La Guerre du Nord est un jeu vidéo d'action, de rôle et de type porte-monstre-trésor jouable en solo mais aussi en multijoueur, jusqu’à trois joueurs en ligne ou hors ligne (en écran partagé). Les joueurs ont une grande liberté dans le développement les personnages. Par exemple, ils peuvent changer leurs vêtements, armures et armes. Un arbre de talents est aussi accessible, lequel permet de personnaliser les sorts afin de les exploiter à leur maximum.

## Accueil
- Famitsu : 29/40 (consoles)[1]
- Gamekult : 5/10[2]
- Jeuxvideo.com : 13/20[3]